# Aureolaria virginica
Aureolaria virginica är en snyltrotsväxtart som först beskrevs av Carl von Linné, och fick sitt nu gällande namn av Francis Whittier Pennell. Aureolaria virginica ingår i släktet Aureolaria och familjen snyltrotsväxter. Inga underarter finns listade i Catalogue of Life.